# Београдска синагога
Београдска синагога или Синагога „Сукат Шалом” је, тренутно, једина активна јеврејска богомоља у Србији. Налази се у центру Београда, у Улици маршала Бирјузова 19 и 2013. године је проглашена за споменик културе.

## Историја
Историја Јевреја у Београду се може документовано пратити од турског освајања Београда 1521. године. Већ средином XVI века почиње масовније насељавање Јевреја Сефарда. Према подацима из 1567. и 1573. године помиње се више вероисповедних општина и три синагоге. Током XVII века Јеврејска заједница се настањује у близини Дунавске обале, на простору који су Турци звали Јалија. Тек од почетка формирања независне српске државе живот Јевреја се постепено поправљао, да би након Берлинског конгреса добили пуна грађанска права.
Историјат насељавања и живота Јевреја Ашкеназа на простору града Београда започиње још током XVIII века, али њихов број се знатно увећава средином XIX и у првој половини XX века. Године 1869. 1. октобра, основана је и засебна Ашкенаска општина у Београду. Доносе се и „Правила верозаконог скупа ашкенаских Јевреја“ (тако се звала Ашкенаска општина у оснивању) у двадесет тачака, који су предвидели оснивање школе и богомоље. Управа вароши је потврдила ова правила, чиме је постављен темељ новој Ашкенаској општини у Београду. У почетку је коришћена закупљена зграда у Космајској улици (данашња улица Маршала Бирјузова) за верске, управне, културне и сличне потребе општине. Идеја о подизању нове функционалније зграде, као и акција у прикупљању прилога за изградњу ашкенаске синагоге започета је пред Први светски рат. Дана 15. јуна 1924. године, одржана је церемонија постављања камена темељца, којом приликом је прочитана и повеља написана на хебрејском и српском језику, а потписана од краља Александра и краљице Марије. Градња синагоге је завршена 1. новембра 1925, а зграда је отворена у лето 1926. године и освештао ју је рабин Шланг.

## Архитектура
План за изградњу Синагоге је одобрен 1923. године, а сам објекат изведен у периоду од 15. маја 1924. године до 27. новембра 1929. године. Током 1924—26. године завршена је зграда синагоге по пројекту архитекте Фрање Урбана, уз учешће Милана Шланга. 1929. године су изведени накнадни радови на измени ентеријера по пројекту архитекте Милутина Јовановића. Објекат је до 1941. године служио као зграда Српско-Јеврејске црквене општине Ашкенаског обреда. Током нацистичке окупације Београда 1941—44. године њена аутентична функција је деградирана претварањем у јавну кућу, да би након рата враћен у функцију синагоге намењене обема верским конгрегацијама београдских Јевреја.
Зграда синагоге је конципирана у духу архитектуре академизма, са преовлађујућим елементима неоренесансе. У елевацији се састоји од сутерена, приземља, галерије, приземља и првог и другог спрата. Унутрашњост је решена вишенаменски, као простор за разноврсне активности јеврејске заједнице: верске, културне, просветне, канцеларијске и стамбене. Оваква вишенаменска концепција објекта заснована је на верском и друштвеном контексту синагоге која треба да обједини три основне функције: место религијске службе јеврејске конгрегације, место намењено едукацији и састанцима јеврејске заједнице. У сутерену је смештена кошер кухиња са трпезаријом, и помоћне просторије. Централни простор приземља са галеријом је у симболичном и верском значају примаран, као место намењено верском обреду. Бочно, одвојени зидом од верског простора, се налазе канцеларије, учионица и сала за седнице. На првом и другом спрату распоређене су стамбене просторије. Молитвени простор је подељен са два низа стубова који носе опходну галерију. Фронтална фасада је конципирана складно и симетрично, а декоративни акценат је дат на забату крова где је у окулусу смештен Давидов штит - шестокрака звезда. Централни део фасаде заузимају четири издужена и полукружно завршена прозора, који се простиру у зони приземља и галерије. Зона првог спрата је од ниже зоне раздвојена плитким и једноставним подеоним венцем. Фасада ове зоне је повучена у односу на раван фасаде нижих зона тако да образује терасу уоквирену балустрадом. У равни фасаде ове зоне распоређен је правилно ритмован низ од четири полукружно завршена отвора. По аутентичном плану из 1923. године између ових отвора осмишљени су декоративни медаљони. Други спрат је решен најједноставније са осам полукружно завршених прозора и одвојен је од првог спрата декоративним подеоним венцем. Поред наведених архитектонских елемената који фронталној фасади дају утисак уравнотежене хоризонталности, вертикализам је акцентован бочним плитким ризалитима, завршеним у зони првог спрата у виду кулица олакшаних лучним отворима на три стране. Ове кулице носе јасну асоцијацију на фортификацијски облик и карактер првобитног Соломоновог храма. Такође представљају чест мотив синагогалне архитектуре, који симболизује Jahin и Boaz, стубове Соломоновог храма. Крајњи акценат вертикалности је дат троугаоним забатом изнад другог спрата. Целокупном утиску свечаног и церемонијалног карактера синагоге доприноси и широко трокрако приступно степениште у зони сутерена и приземља, украшено једноставном балустрадом са два канделабра. У стилској и просторној формулацији степениште представља реминисценцију француског класицизма, односно северне фасаде Малог Тријанона у Версају.
У архитектонско-естетској формулацији фасада, репрезентативност је примарно остављена фронталној фасади која је конципирана складно и уравнотежено. Декоративни акценат је дат на забату где је у окулусу смештен Давидов штит – шестокрака звезда. Вертикалност истичу издужени лучно засведени прозорски отвори у зони ритуалног простора синагоге, као и бочни ризалити са кулицама који фланкирају централни део фасаде.
Молитвена сала намењена верском ритуалу је уједно централни и суштински део синагоге. Хехала синагоге Сукат Шалом је лонгитудиналног облика и смештена је у нивоу приземља и галерије. Оријентисана је правцем исток запад и подељена са два низа осмостраних слободних стубова са декоративним капителима. Ови стубови који имају уједно естетску, симболичну и конструктивну функцију носе опходну галерију. Таваница је касетирана и декорисана флоралном бордуром. Најсветији и уједно најдекоративније изведен део је арон хакодеш смештен на источном зиду храма. У њему су смештени свици светих књига ашкенаских и сефардских Тора и библија Старог Завета. Са обе стране овог дела су постављена по два стуба, иста као и стубови хехале, само кружног пресека. Они носе велики мермерни кубус који симболизује Мојсијев ковчег са декалогом. Ови декоративни архитектонски елементи потичу из времена реконструкције споменика културе, након Другог светског рата, с обзиром на то да је ентеријер, осим што је задржао просторну концепцију, током окупације у потпуности био деградиран.
У контексту урбанистичке диспозиције, зграда синагоге је изведена као слободностојећи објекат у дубини парцеле што у извесном смислу отежава пуно сагледавање објекта са улице. Овакав положај објекта је условљен пре свега историјском урбанистичком матрицом ширег простора коју карактеришу неправилан склоп улица и издужене парцеле. Синагога је изграђена на земљишту које је Друштво београдских Јевреја Ашкеназа купило од Града. Према званичним плановима, зграда је требало да садржи синагогу, ритуална купатила (микве), школу, канцеларије Друштва и станове за запослене у Друштву. У близини данашње, до 19. века, налазила се друга ашкенаска синагога која је срушена ради урбанистичког развоја.
У почетку, у овој синагоги су се поштовали ашкенаски ритуали конгрегације београдских Јевреја који су говорили Јидиш. Међутим, данас она служи малој заједници Сефарда који су остали у Београду, преживевши холокауст. Службе се редовно одржавају петком увече (почетак Шабата), суботом ујутру и на јеврејске празнике. Глава ове синагоге је главни рабин Србије − Исак Асиел.
На територији Београда, у Земуну, данас се налази још једна синагога - Земунска, подигнута 1850. године.